# Oldřich Ježek
Oldřich Ježek (* 17. června 1931 Frýdek – 9. září 2020) byl učitel, kronikář města Jáchymov a regionální historik.

## Život
Oldřich Ježek se narodil v roce 1931 ve Frýdku do rodiny příslušníka Československých legií ve Francii. Rodina krátce žila v Karviné a od počátku třicátých let 20. století na Podkarpatské Rusi ve městě Slatina. Dne 15. března 1939 musela rodina utéct před Maďary. Přes Rumunsko, Jugoslávii, Vídeň a Moravu dorazila na Náchodsko, odkud pocházel Oldřichův otec. Po dobu okupace žila rodina na Příbramsku. V roce 1945 přesídlila do Jáchymova, kde žil Oldřich Ježek do své smrti.

## Studium a dílo
Maturoval v roce 1948. Poté vystudoval Vysokou školu pedagogickou. Již během studia učil v Krásném Lese, Ostrově, Suché a Horním Žďáru. Po návratu ze základní vojenské služby v roce 1957 působil jako zástupce ředitele školy. V roce 1968 již byl ředitelem, ale školství musel opustit v roce 1969 z politických důvodů – v roce 1968 podepsal dokument 2000 slov. Následně pracoval v Ostrově v podnicích Jitona a Škoda. Po roce 1980 se stal kronikářem Jáchymova a mohl se vrátit do školství jako učitel. V roce 1990 byl znovu jmenován ředitelem ZDŠ. Z postu ředitele školy odešel do důchodu v roce 1992.

## Dílo
- Spoluautor knihy Jáchymov – město stříbra, radia a léčivé vody
- Spoluautor publikace Jáchymov pro potřeby městského kulturního střediska
- Řada článků o historii Jáchymova v Městském zpravodaji
- Kronika města v letech 1980 – 2006
- Zápisník jáchymovského kronikáře